# Старынкевичи
Старынкевичи — дворянский род ( Российская империя).

## Происхождение и история рода
Потомство Ивана Старынкевича, статского советника, 31.01.1841 жалованного дипломом на потомственное дворянское достоинство. Всего в семье было одиннадцать детей, которым давали греческие имена: Сократ (1820), Любовь (1822), Муза (1823), Юлий (1826), близнецы Софья и Вера (1828), Поликсена (1829), Ариадна (1831), близнецы Олимп и Эраст (1837) и Клеопатра (1838).
- Иван Александрович Старынкевич 1785—1846) — последний директор московского Благородного пансиона (1830).
  - Старынкевич, Сократ Иванович (1820—1902) — президент Варшавы.
    - Старынкевич, Константин Сократович (1858—1906) — томский, харьковский, симбирский губернатор.

  - Старынкевич, Юлий Иванович (1826—1880) — генерал-майор, герой Севастопольской обороны.
    - Старынкевич, Иван Юльевич (1861—1920) — народоволец, эсер.

  - Олимпий Иванович Старынкевич (1837—1908) — военный инженер, генерал-лейтенант (1901)
    - Богданова-Бельская, Паллада Олимповна (урожд. Старынкевич, 1885—1968) — поэтесса, хозяйка литературного салона, «светская львица» Серебряного века.

## Описание герба
Щит полурассечён и пересечён. В верхней правой зелёной части чёрный якорь с анкерштоком. В верхней левой червлёной части золотые весы. Внизу в лазоревом поле вертикально золотая лира.
На щите дворянский коронованный шлем. Нашлемник: три страусовых пера. Намёт на щите червлёный и лазоревый, подложенный серебром.